# Hoquei Club Alpicat
 (août 2019).
Maillots
Le Hoquei Club Alpicat ou HC Alpicat est un club de rink hockey, fondé en 2004 de la ville d'Alpicat en Espagne.

## Histoire
Le club est fondé en 2004 à la suite de la scission de la section rink hockey d'un club sportif de Lérida, le Sícoris Club. Puis à son déménagement dans commune de Alpicat, avec une nouvelle présidence et équipe de direction,. 
Avec un faible effectif qui s'est par la suite accru, une équipe sénior a pu rapidement être formée. Celle-ci a gravi petit à petit les différents niveaux du championnat espagnol pour atteindre la première division espagnole (désormais devenu la OK Liga Plata) lors de la saison 2015-2016.

## Présidents
- Stefan Zilken
- Alberto Rubio Alcántara
- Ricard Vizcarra Miquel

### Source de la traduction
- (ca) Cet article est partiellement ou en totalité issu de l’article de Wikipédia en catalan intitulé « Hoquei Club Alpicat » (voir la liste des auteurs).